# Earlwood, New South Wales
Earlwood este o suburbie în Sydney, Australia.